# Меровей
Меровей или Меровех е полу-легендарен основател на династията на Меровингите от салическите франки, която по-късно става доминиращото племе от франките. Управлява в период от преди 447 до 458 г. Обединява всички племена включително част от галите и западни германски племена в една обща държава (със столица Турн).
Жени се за Хлодесвинт (418 – 449). Участва в битката при Каталаунските полета през 451 г. Утвърждава християнската религия като водеща на територията на Франкското кралство, която става официално и единствено вероизповедание през 497 г., при крал Хлодвиг I.